# Ramy Essam
Ramy Essam (en arabe : رامي عصام) est un chanteur égyptien de hard rock né en 1987 à Mansourah. Il est notamment connu pour ses chansons appelant au départ d'Hosni Moubarak lors de la révolution égyptienne de 2011. Exilé depuis 2015 en Suède, il consacre une partie de ses textes à dénoncer le pouvoir égyptien (Mohamed Morsi, puis l'armée égyptienne et Abdel Fattah al-Sissi).

## Biographie
Né en 1987 à Mansoura, Ramy Essam est étudiant en architecture à l'université de Mansourah lorsque survient la révolution égyptienne de 2011. Chanteur et guitariste amateur, auteur de textes engagés politiquement mais confidentiels,, il se rend sur la place Tahrir, au Caire, où il met alors en musique des chants contestataires, qu'il interprète. En particulier, la chanson إرحل (Irhal) — « Pars », en français — qu'il a écrite et qui appelle au départ du président et dictateur Hosni Moubarak devient célèbre en Égypte et virale sur la plateforme YouTube,. Après le départ d'Hosni Moubarak le 11 février 2011, Ramy Essam demeure sur la place Tahrir et est interpellé le 9 mars par l'armée, qui le torture pendant plusieurs heures,. L'ONG Freemuse (Freedom of musical expression) lui décerne le prix de la liberté d'expression musicale cette même année. Il est parfois qualifié de « chanteur » ou « barde de la révolution »,.
En 2014, il fait part à Al Jazeera de sa profonde défiance à l'égard du pouvoir militaire égyptien, de Mohamed Morsi et des Frères musulmans et déplore l'amenuisement des libertés publiques acquises lors de la révolution ainsi que les arrestations de journalistes et artistes. Il part l'année suivante en résidence artistique à Malmö, en Suède, afin d'éviter d'effectuer son service militaire obligatoire, après avoir été arrêté et menacé, et parce qu'il se retrouve « ostracisé », selon le magazine américain Newsweek : à l'inverse de lui, certains de ses concitoyens voient en l'armée une force de libération du mouvement des Frères musulmans,.
Féru de hard rock, adepte des groupes Rage Against the Machine et Nirvana et du compositeur égyptien Sayed Darwish, il consacre depuis 2011 sa carrière à la musique ; il entame en novembre 2014 une tournée musicale aux États-Unis, puis publie un album, ممنوعا (Mamnoua') — « Interdit », en français —, dans lequel il dénonce le pouvoir autoritaire du nouveau dirigeant égyptien, Abdel Fattah al-Sissi,.
En 2017, Ramy Essam participe à l'enregistrement d'une chanson intitulée The Camp, avec la chanteuse britannique PJ Harvey au bénéfice d'une ONG libannaise venant en aide aux réfugiés syriens. Vivant en Europe avec notamment son fils, il fait part en 2017 de son envie de retourner dans son pays natal bien que conscient du risque d'arrestation, le régime d'al-Sissi réprimant durement la liberté d'expression ; il demeure néanmoins en Suède et il indique que son passeport égyptien a été annulé en 2018,.
En février 2018, il interprète la chanson Balaha qui moque le président Abdel Fattah al-Sissi, candidat à sa propre succession à l'élection présidentielle de mars, et devient virale sur Internet,. Huit Égyptiens qui lui sont liés sont alors arrêtés par le pouvoir en place ; le réalisateur du clip Shady Habash et Mustafa Gamal qui a aidé à la création de la page Facebook du chanteur sont placés en détention provisoire tandis que le parolier Galal El-Behairy est condamné à trois ans de prison. Shady Habash meurt dans sa cellule de la prison de Tora deux ans après, le 2 mai 2020, sans avoir connu de procès,,,.